# Aéroport de Lynn Lake
L'aéroport de Lynn Lake est un aéroport situé au Manitoba, au Canada. Il est desservi par la compagnie Bearskin Airlines.